# Wilf Wedmann
Wilf Wedmann, född 17 april 1948, död november 2021, var en friidrottare från Kanada. Han deltog vid olympiska sommarspelen 1968.